# 10월 2일
10월 2일은 그레고리력으로 275번째(윤년일 경우 276번째) 날에 해당한다.

## 사건
- 1535년 - 프랑스 탐험가 자크 카르티에가 세인트로렌스강을 거슬러올라가 지금의 몬트리올에 도착
- 1920년 - 훈춘 사건: 중화민국 지린성 옌볜 훈춘에서 마적단의 습격을 핑계로 일본 제국군이 조선인을 학살

- 1941년 - 제2차 세계 대전: 독일군, 모스크바 총공격 개시(모스크바 공방전)
- 1952년 - 스탈린, <소련 사회주의 경제의 제 문제> 발표
- 1958년 - 기니 독립
- 1966년 - 대한민국 간호사 251명, 서독에 처음으로 파견
- 1971년 - 대한민국 여당인 민주공화당이 야당에 동조, 오치성 내무장관 해임안을 가결시킨 10.2 항명 파동 발생
- 1990년 - 광저우 바이윈 국제공항에서 여객기 3대가 충돌하여 128명이 사망
- 1994년 - 일본 자위대 병력 470명이 르완다 난민 지원 위해 제2차 세계 대전 종전후 처음으로 해외에 파견
- 1995년 - 미국 미식축구 선수 O. J. 심슨 무죄 평결 석방
- 1996년 - 페루항공 603편 추락 사고로 탑승객 70명 전원 사망
- 2006년 - 유엔 사무총장 선거에서 반기문 장관이 반대표 없이 4차 예비투표에서 1위
- 2007년 - 제2차 남북정상회담이 평양에서 개최

## 문화
- 1950년 - 찰스 슐츠가 찰리 브라운과 스누피로 유명한 피너츠 연재를 시작하다.
- 1969년 - 서해방송 개국.
- 1973년 - 대한민국, 소양강댐 준공
- 1976년 - 대한민국 건설부, 경기도 반월 신도시 건설 발표
- 1988년 - 제24회 서울 올림픽이 대한민국 서울에서 폐막함.
- 1994년 - 제12회 히로시마 아시안 게임 개막.
- 1995년 - 영국의 밴드 오아시스가 정규 2집 (What's the Story) Morning Glory?를 발매.
- 1999년 - 1999 PKO (온게임넷 스타리그 전신) 개막.
- 2000년 - 2000 부산국제아트페스티벌 개막.
- 2003년 - 프로야구 선수 이승엽, 56호 홈런으로 아시아 최다기록 수립.
- 2012년 - 대한민국 충청북도에서의 지상파 아날로그 텔레비전 방송 종료.
- 2014년 - 인천 아시안게임에서 남자축구대표팀이 결승전에서 북한을 1:0으로 이기며 28년만에 우승하였다.

## 탄생
- 1109년 - 고려(高麗)의 황태후(皇太后) 공예왕후. (~1183년)
- 1452년 - 영국의 왕 리처드 3세. (~1485년)
- 1847년 - 독일의 군인, 바이마르 공화국 대통령 파울 폰 힌덴부르크. (~1934년)
- 1869년 - 인도의 독립운동가 마하트마 간디. (~1948년)
- 1871년 - 미국의 정치인 코델 헐. (~1955년)
- 1879년
  - 미국의 시인 월리스 스티븐스. (~1955년)
  - 일본의 군인 야나가와 헤이스케. (~1945년)
- 1891년 - 미국의 야구인 에디 머피. (~1969년)
- 1900년 - 대한민국의 소설가 김동인. (~1951년)
- 1905년 - 대한민국의 정치인 이민우. (~1982년)
- 1918년 - 대한민국의 배우 장인한. (~2007년)
- 1921년 - 동독의 정치인 페터 플로린. (~2014년)
- 1932년 - 대한민국의 효부 강숙순. (~2025년)
- 1928년 - 대한민국의 철학자 겸 시사평론가 김동길. (~2022년)
- 1935년 - 일본의 성우 오하라 노리코. (~2024년)
- 1936년
  - 대한민국의 교육자 조경식. (~2024년)
  - 미국의 농구인 리처드 바넷. (~2025년)
- 1937년 - 이탈리아의 배우 로베르토 에를리츠카. (~2024년)
- 1943년 - 벨기에의 전 축구 선수, 현 축구 감독 파울 판 힘스트.
- 1944년 - 대한민국의 기자 겸 정치인 이윤성.
- 1945년 - 미국의 싱어송라이터 돈 맥클린.
- 1951년
  - 영국의 가수 스팅.
  - 미국의 배우, 가수, 작사가 로미나 포베르.
- 1954년 - 미국의 배우 로렌 브라코.
- 1956년 - 대한민국의 배우 이경진.
- 1957년 - 대한민국의 사회기관단체인 강학중.
- 1958년
  - 대한민국의 가수 남궁옥분.
  - 브라질의 심리학자, 정신과 의사, 과학자, 작가 아우구스투 쿠리.
- 1959년 - 프랑스의 전직 축구 선수 루이스 페르난데스.
- 1962년 - 미국의 배우, 희극인, 성우 제프 베넷.
- 1963년 - 대한민국의 정치인 송기헌.
- 1966년
  - 대한민국의 배우 박지수.
  - 콩고 민주공화국의 정치가 겸 행정관료 출신 대한민국 망명객 및 전직 서강대학교 초빙교수 욤비 토나.
- 1968년 - 일본의 만화가 무라타 렌지.
- 1970년 - 스페인의 배우 마리벨 베르두.
- 1972년 - 대한민국의 희극인 윤택.
- 1973년
  - 대한민국의 전 야구 선수 박재홍.
  - 노르웨이의 가수 레네 뉘스트룀.
- 1974년 - 미국의 배우, 작가 미셸 크루지.
- 1975년 - 대한민국의 야구 선수 김재현.
- 1976년
  - 대한민국의 전직 축구 선수, 축구 지도자 김세인.
  - 미국의 가수 맨디사. (~2024년)
- 1977년 - 대한민국의 배우 조연희.
- 1978년
  - 대한민국의 희극인 김용명.
  - 대한민국의 배우 김영훈.
  - 일본의 가수 하마사키 아유미.
- 1979년 - 대한민국의 작가 이하.
- 1980년 - 대한민국의 가수 이채.
- 1981년 - 대한민국의 마술사 이은결.
- 1982년
  - 대한민국의 야구 선수 정근우.
  - 일본의 만화가 요시카와 미키.
- 1983년
  - 대한민국의 배우 황보라.
  - 일본의 축구 선수 후쿠모토 미호.
- 1984년 - 대한민국의 가수 노바 킴.
- 1985년 - 대한민국의 배우 손승우.
- 1986년
  - 대한민국의 바둑 기사 온소진.
  - 미국의 배우 커밀라 벨.
  - 레알 마드리드의 콜키퍼 키코 카시야.
- 1987년
  - 대한민국의 모델 김새롬.
  - 대한민국의 정치인 신지혜.
- 1988년
  - 대한민국의 야구 선수 정진호.
  - 일본의 모델, 성인 비디오, 배우 아스카 키라라.
- 1989년
  - 미국의 해커 조지 호츠.
  - 일본의 전 축구 선수 세키타 히로시.
- 1990년 - 맨섬의 가수 서맨사 바크스.
- 1991년
  - 대한민국의 쇼트트랙 선수 이은별.
  - 대한민국의 가수, 작곡가 김호중.
  - 대한민국의 야구 선수 김건태.
  - 브라질의 축구 선수 호베르투 피르미누.
  - 대한민국의 핸드볼 선수 이미경.
- 1992년
  - 네덜란드의 축구 선수 샤니서 판 더 산던.
  - 대한민국의 스타그래프트 프로게이머 김상준.
  - 대한민국의 야구 선수 서진용.
  - 브라질의 축구 선수 알리송 베케르.
  - 일본의 야구 선수 야마사키 야스아키.
- 1993년
  - 대한민국의 리그 오브 레전드 프로게이머 미스.
  - 벨기에의 축구 선수 미키 바추아이.
  - 조지아의 역도 선수 라샤 탈라하제.
- 1994년 - 대한민국의 스타그래프트 프로게이머 황규석.
- 1995년 - 대한민국의 배우 채리은.
- 1996년 - 대한민국의 축구 선수 김레오.
- 1997년 - 잉글랜드의 축구 선수 태미 에이브러햄.
- 1998년 - 대한민국의 캐스터 김민범.
- 2001년 - 대한민국의 연극배우 이지혜.
- 2002년 - 미국의 가수 제이컵 사토리어스.
- 2003년 - 대한민국의 야구 선수 김도영.
- 2014년 - 대한민국의 아역배우 황예원.

### 미상
- 대한민국의 가수 Lasso.

## 사망
- 1804년 - 프랑스의 발명가 니콜라 조제프 퀴뇨. (1725년~)
- 1870년 - 미국의 군인 로버트 E. 리. (1807년~)
- 1920년 - 독일의 작곡가, 지휘자 막스 브루흐. (1838년~)
- 1921년 - 뷔르템베르크 왕국의 제4대 국왕 빌헬름 2세. (1848년~)
- 1968년 - 프랑스의 예술가 마르셀 뒤샹. (1887년~)
- 1973년 - 핀란드의 육상 선수 파보 누르미. (1897년~)
- 1985년 - 미국의 배우 록 허드슨. (1925년~)
- 1999년 - 대한민국의 농구 선수, 농구코치 김현준. (1960년~)
- 2005년 - 대한민국의 물리학자 김정흠. (1927년~)
- 2008년 - 대한민국의 배우 최진실. (1968년~)
- 2016년
  - 대한민국의 가수 백야성. (1934년~)
  - 영국의 지휘자, 바이올리니스트 네빌 매리너. (1924년~)
- 2017년
  - 미국의 가수 톰 페티. (1950년~)
  - 미국의 사업가, 인텔의 전 CEO 폴 오텔리니. (1950년~)
- 2018년 - 사우디아라비아의 언론인 자말 카슈끄지. (1958년~)
- 2019년 - 소련의 근대5종 선수 한노 셀그. (1932년~)
- 2020년 - 미국의 야구 선수 밥 깁슨. (1935년~)
- 2021년 - 미국의 경제학자 앤서니 다운스. (1930년~)
- 2022년 - 미국의 영화배우 서신 리틀페더. (1946년~)
- 2024년 - 대한민국의 경찰학자 전대양. (1959년~)

## 기념일
- 노인의 날: 대한민국
- 국제 비폭력의 날(International Day of Non-Violence)
- 세계 농장동물의 날(World Day for Farmed Animals)

## 같이 보기
- 전날: 10월 1일 다음날: 10월 3일 - 전달: 9월 2일 다음달: 11월 2일
- 음력: 10월 2일
- 모두 보기